# FC 카르파티 르비우
FC 카르파티 르비우(Football Club Karpaty Lviv)는 우크라이나의 축구 클럽으로, 르비우를 연고지로 한다.

## 선수 명단

### 현역
참고: FIFA 자격 규정에 따라 소속된 국가대표팀 국기를 표시합니다. 선수는 복수의 FIFA 비회원국 국적을 가지고 있을 수 있습니다.
| 번호 | 포지션 | 국적   | 이름                  |
| ---- | ------ | ------ | --------------------- |
| 4    | DF     | 몰도바 | 블라디슬라프 바보글로 |
| 10   | FW     |        | 이고르 네베스         |
| 21   | MF     |        | 파트리시오 탄다       |
| 37   | MF     |        | 브루니뉴              |
| 47   | DF     |        | 장 페드로소           |

| 번호 | 포지션 | 국적 | 이름 |
| ---- | ------ | ---- | ---- |

## 역대 감독
| 감독          | 임기 |
| ------------- | ---- |
| 조제 모라이스 | 2018 |

틀:FC 카르파티 르비우 선수 명단